# Karl von Paschwitz (Ingenieur)
Karl Friedrich Alfred Ritter und Edler von Paschwitz, auch Carl von Paschwitz (* 31. Juli 1837 in Buckenhof bei Erlangen; † 1. Januar 1880 in Kissingen) war ein deutscher Ingenieur.

## Leben
Er entstammte der Familie von Paschwitz aus dem Fürstentum Bayreuth, deren Stammvater Samuel Parsch, Hofrat und Professor der Rechtswissenschaften zu Bayreuth, am 23. Dezember 1715 in den Reichsritterstand erhoben worden war, und war der Sohn des königlich bayerischen Forstmeisters Rudolf Ritter und Edler von Paschwitz (1798–1856) und der Friedrike von Lips (1813–1885), Pröpstin eines markgräflichen adeligen Fräuleinstifts.
Nach dem Besuch des Melanchthon-Gymnasium Nürnberg (erwähnt 1853), dem Studium der Ingenieurwissenschaft und seinem Militärdienst war Paschwitz um 1867 Ober-Ingenieur beim Bau der „deutsch-kroatischen Verbindungsbahn“ und 1868 Ingenieur in Schweinfurt, wo er sich damals selbst als „vormaliger Lieutenant im k(öniglich) b(ayerischen) Geniestabe“ bezeichnete. 1870 war er als königlich bayerischer Bauassistent im Würzburger Adressbuch gemeldet. Im Jahr 1871 kam er als künftiger Distriktsingenieur (heute: Kreisbaumeister) nach Kissingen und ließ sich um 1875 am Stadtrand ein Haus bauen (Salinenstraße 3).

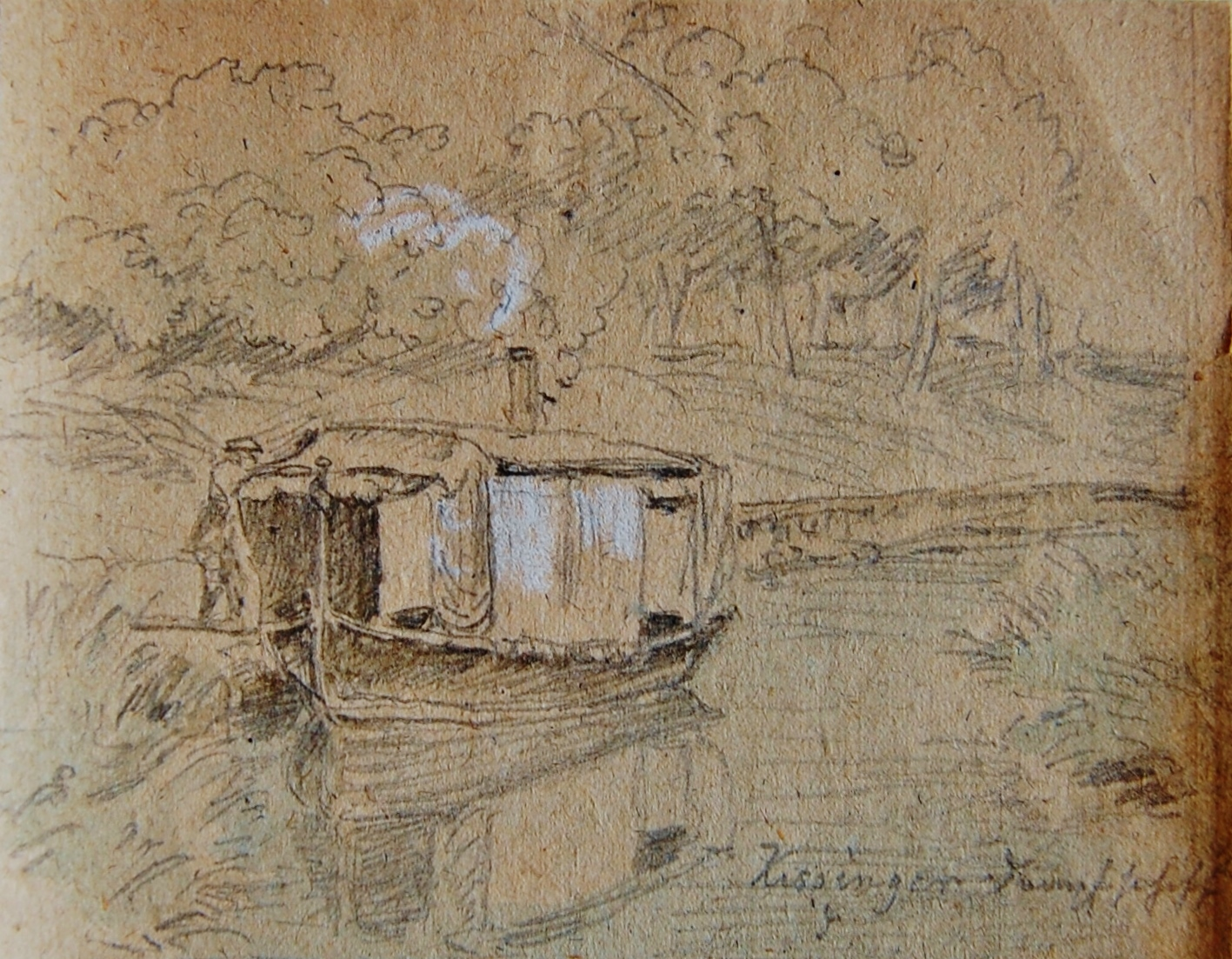
Das Saale-„Dampferle“ im Jahr 1879
(Zeichnung von Oskar von Alvensleben)

Am 15. November 1876 stellte er in Kissingen einen Antrag auf Verleihung der Konzession zum Betrieb eines Dampferverkehrs auf der Fränkischen Saale zwischen dem Kissinger Kurgarten und dem Salinenbad an der Unteren Saline im damaligen Dorf Hausen, wo auch Reichskanzler Otto von Bismarck seit 1874 bei seinen Kuraufenthalten sein Bad zu nehmen pflegte. Paschwitz muss wohl fest mit der Erteilung der Genehmigung gerechnet haben, denn schon am 7. Juli 1877 traf sein kleiner Schraubendampfer, den er bei der damals in der Dampfmaschinentechnik führenden Firma Escher Wyss AG aus Zürich bestellt hatte, als Bahnfracht in der Kurstadt ein und am 13. August 1877 begann er mit dem Fahrbetrieb auf der Saale – wohl zunächst nur probeweise. Denn erst am 5. Oktober 1877 wurde ihm die offizielle Konzession durch das Staatsministerium des Königlichen Hauses und des Äußeren erteilt, so dass pünktlich zur Saison 1878 der regelmäßige Schiffsverkehr aufgenommen werden konnte. Das kleine Boot, das von den Kissingern schlicht „Dampferle“ genannt und auf den Namen Kissingen getauft wurde, fasste 40 Fahrgäste und hatte, passend zum niedrigen Wasserstand der Saale, nur 75 Zentimeter Tiefgang. Der Gebrauch guter, wenig ruß- und geruchserzeugender Kohle war vorgeschrieben. Die Besatzung bestand aus drei Mann, einer davon war ein Heizer. Dies war die Geburtsstunde des Bad Kissinger „Dampferle“-Betriebs der Saaleschiffahrt Bad Kissingen, die – natürlich mit neueren Schiffen – seit 130 Jahren noch heute auf derselben Flussstrecke tätig ist.
Er assistierte seinem Bruder Ernst von Paschwitz, Major und Ingenieur, der in Bodenwöhr und später in Weiherhammer in der Oberpfalz lebte, bei der Entwicklung mehrerer Geräte für den militärischen Gebrauch. Eines war der mehrfach verbesserte und bei der Artillerie mit Erfolg angewandte Paschwitz'sche Distanzmesser (1867, 1871, 1879, 1882), für den beide die Patent-Nummer 28 erhielten.
Paschwitz heiratete als knapp 40-Jähriger am 19. Mai 1877 in Bayreuth die 16 Jahre jüngere Helene Freiin von Feilitzsch (* 14. Oktober 1853 in Langenheim, heute Ortsteil der Gemeinde Petersaurach; † 31. März 1904 in Nürnberg). Das Ehepaar blieb kinderlos.
Schon seit seinem Hochzeitsjahr 1877 war er bis zu seinem Tod krank gewesen. Hatte er deshalb nicht mehr das Kissinger Bürgerrecht beantragt? Er starb am Neujahrstag des Jahres 1880 im Alter von nur 42 Jahren und wurde am 4. Januar beerdigt.
Nach dem Tod ihres Mannes führte seine 27-jährige Witwe Helene, nunmehr Inhaberin der auf insgesamt 25 Jahre ausgestellten Betriebserlaubnis, den Betrieb des Saale-„Dampferle“ noch zwei Jahre bis 1882 und verkaufte dann die Konzession an den Kissinger Baumeister Andreas Lohrey.

## Veröffentlichungen
- Modificationen des v. Paschwitz'schen Militär-Distanzmessers, in: Polytechnisches Journal, Band 191, 1869, Seite 199f. (Digitalisat)